# Dan Mihalache
Dan Sorin Mihalache (ur. 18 maja 1971 w Timișoarze) – rumuński polityk i prawnik, były poseł, w 2007 deputowany do Parlamentu Europejskiego.

## Życiorys
W 1994 ukończył studia prawnicze na Uniwersytecie w Bukareszcie, w 2000 rozpoczął studia doktoranckie w zakresie nauk politycznych.
Pracował jako dziennikarz i publicysta czasopism „Azi” i „Timpul – 7 zile” (do 1993), później był zatrudniony w administracji rządowej. Od 1997 do 2001 był sekretarzem wykonawczym partii Sojusz na rzecz Rumunii, następnie pełnił funkcję doradcy premiera. W latach 2004–2008 zasiadał w Izbie Deputowanych z ramienia Partii Socjaldemokratycznej.
Po przystąpieniu Rumunii do Unii Europejskiej 1 stycznia 2007 objął mandat eurodeputowanego jako przedstawiciel PSD w delegacji krajowej. Został członkiem grupy Partii Europejskich Socjalistów oraz Komisji Rozwoju Regionalnego. Z PE odszedł 9 grudnia 2007, kiedy to w Europarlamencie zasiedli deputowani wybrani w wyborach powszechnych.